# 全国小学生バドミントン選手権大会
全国小学生バドミントン選手権大会（ぜんこくしょうがくせいバドミントンせんしゅけんたいかい）は、日本バドミントン協会・日本小学生バドミントン連盟が主催するバドミントン大会である。

## 歴史
第1回は1992年11月に開催。以降毎年度冬頃に持ち回りで開催。
団体戦は「全国小学生都道府県対抗バドミントン大会」として1997年（1996年度）より毎年2月に開催されていたが、第10回（2001年度）からは統合されている。

## 大会方式
団体戦と個人戦を実施。団体戦・個人戦ともノックアウトトーナメントを採用。3位決定戦は行わない。
団体戦は都道府県対抗として、ダブルス・シングルス1・シングルス2の順番で試合を行う。
個人戦は各ブロック予選を勝ち抜いた選手が本大会に進出。男女各シングルス・ダブルスを実施。それぞれさらに4年生以下・5年生以下・6年生以下に分かれる。

## 開催記録
| 回 | 開催地                   | 年月日                          |
| -- | ------------------------ | ------------------------------- |
| 1  | 京都府京都市             | 1992年11月23日 - 24日           |
| 2  | 岡山県岡山市             | 1993年12月25日 - 26日           |
| 3  | 岐阜県岐阜市             | 1994年12月24日 - 25日           |
| 4  | 石川県金沢市             | 1995年12月23日 - 24日           |
| 5  | 東京都葛飾区             | 1996年12月26日 - 27日           |
| 6  | 香川県高松市             | 1997年12月26日 - 27日           |
| 7  | 広島県広島市             | 1998年12月12日 - 13日           |
| 8  | 三重県伊勢市             | 1999年12月25日 - 26日           |
| 9  | 埼玉県久喜市             | 2000年12月9日 - 10日            |
| 10 | 広島県広島市             | 2002年1月4日 - 7日              |
| 11 | 福岡県北九州市           | 2003年1月4日 - 7日              |
| 12 | 宮城県仙台市             | 2003年12月20日 - 23日           |
| 13 | 愛知県名古屋市           | 2004年1月4日 - 8日              |
| 14 | 奈良県大和郡山市・奈良市 | 2005年12月22日 - 26日           |
| 15 | 大分県別府市             | 2007年1月4日 - 8日              |
| 16 | 大阪府大阪市             | 2007年12月22日 - 26日           |
| 17 | 島根県出雲市             | 2009年1月3日 - 7日              |
| 18 | 千葉県千葉市             | 2009年12月24日 - 28日           |
| 19 | 愛媛県松山市             | 2010年12月24日 - 28日           |
| 20 | 北海道釧路市             | 2011年12月23日 - 27日           |
| 21 | 静岡県袋井市             | 2012年12月23日 - 27日           |
| 22 | 山形県山形市             | 2013年12月21日 - 25日           |
| 23 | 新潟県新潟市             | 2014年12月25日 - 29日           |
| 24 | 福岡県北九州市           | 2015年12月23日 - 27日           |
| 25 | 滋賀県大津市             | 2016年12月23日 - 27日           |
| 26 | 広島県広島市             | 2017年12月22日 - 26日           |
| 27 | 東京都八王子市           | 2018年12月24日 - 28日           |
| 28 | 徳島県鳴門市             | 2019年12月21日 - 25日           |
| 29 | 岐阜県岐阜市             | 2021年1月7日 - 11日（開催中止） |
| 30 | 福島県郡山市・須賀川市   | 2021年12月26日 - 29日           |
| 31 | 石川県金沢市             | 2022年12月23日 - 27日           |
| 32 | 沖縄県那覇市・豊見城市   | 2023年12月22日 - 26日           |
| 33 | 兵庫県神戸市             | 2024年12月24日 - 28日           |